# Martin Frič

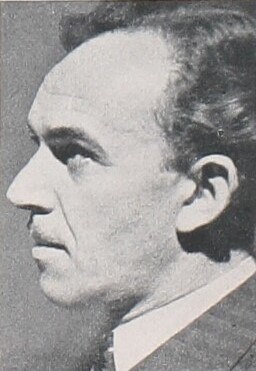
Martin Frič.

Martin Frič, född 29 maj 1902 i Prag, Böhmen, Österrike-Ungern, död 26 augusti 1968 i Prag, Tjeckoslovakien, var en tjeckisk filmregissör och manusförfattare. Under åren 1929-1968 stod han för regin till över 110 filmer. Bland hans kändaste filmer kan nämnas komedifilmerna Hej-rup! (1934), Eva tropí hlouposti (1939), Roztomilý člověk (1941, båda med Nataša Gollová och Oldřich Nový) samt sagofilmen Kejsarens bagare (1952).

## Filmregi, urval
- 1932 – Skolans rackarunge
- 1934 – Hej-rup!
- 1939 – Eva tropí hlouposti
- 1941 – Hotel Modrá hvězda
- 1941 – Roztomilý člověk
- 1949 – Flickan och miljonären
- 1952 – Kejsarens bagare
- 1953 – Blodets hemlighet
- 1959 – Prinsessan med den gyllene stjärnan